# Локалитет Широки цер
Локалитет Широки цер је локалитет у режиму заштите I степена, површине 4,09ha, у централном делу НП Фрушка гора, у три одвојене целине.
Налази се у ГЈ 3806 Андревље-Тестера-Хајдучки брег, одељење 10, одсеци „ц”, „ф”, „г” и „д”. Локалитет чине значајни шумски екосистеми, обухваћени у три одвојене целине сладунове, церове и мешовите панонске шуме.